# Machilus nanmu
Machilus nanmu oder Nanmu, auch Chinesischer Sargbaum, ist die Bezeichnung für einen großen Baum aus der Familie der Lorbeergewächse (Lauraceae). Diese Bäume wachsen südwestlich der Yangzi-Region in den Provinzen Yunnan, Sichuan und Guizhou in China sowie im östlichen Tibet. Sie sind bekannt für ihr wertvolles, duftendes und resistentes Holz; die Stämme wurden z. B. beim Bau der Verbotenen Stadt in Peking für die Tragsäulen verwendet.
Mit dem Namen Nanmu werden auch Phoebe zhennan S.K. Lee & F.N. Wei, Lindera megaphylla Hemsl. und Phoebe sheareri (Hemsl.) Gamble oder auch verschiedene Machilus-Arten; Machilus thunbergii, Machilus japonica und Machilus ichangensis u. a. bezeichnet. Weil das Holz zedernartig duftet, wird Machilus nanmu manchmal als Zeder bezeichnet, was aber falsch ist.

## Beschreibung
Machilus nanmu ist immergrün und kann Wuchshöhen von bis zu 40 m und Stammdurchmesser von bis zu 170 cm oder mehr erreichen. Die Bäume können über 1000 Jahre alt werden.
Die kurz gestielten, ledrigen, abgerundeten, rundspitzigen bis zugespitzten oder bespitzten und unterseits feinflaumig behaarten, einfachen, ganzrandigen Laubblätter sind elliptisch bis verkehrt-eiförmig, -eilanzettlich und 5–10(13,5) × 2–5 cm groß. Die Nervatur ist parallel-vorwärts gefiedert mit hellgrünlicher bis rötlicher Mittelader.
Die end- oder achselständigen Blütenstände sind bis etwa 10 cm lange Rispen an den Zweigenden. Die kleinen, zwittrigen und kurz gestielten Blüten mit einfacher Blütenhülle sind dreizählig mit länglichen und abgerundeten, becherförmig angeordneten, grünlich-gelben, feinhaarigen 6 Tepalen in zwei Kreisen. Es sind 9 kurze Staubblätter und 3 Staminodien in 4 Kreisen vorhanden, drei Kreise sind fertil und der innerste ist staminodial. Der Fruchtknoten ist oberständig  mit kurzem Griffel.
Es werden etwa 12 mm lange, eiförmige und schwärzliche, fleischige, rundliche Beeren mit einem Durchmesser von 7–8 mm gebildet, denen das Perianth anhaftet.

## Taxonomie
Die Erstbeschreibung des Basionyms erfolgte 1880 durch Edgar William Olive als Persea nanmu in Hooker’s Icones Pl., XIV, P. I, S. 10–11, T. 1316. Der heute gültige Name Machilus nanmu und die Umteilung in die Gattung Machilus wurde von William Botting Hemsley im Jour. Linn. Soc., XXVI, S. 376, 1891 veröffentlicht. Diese Art wurde als Nanmu ohne Taxon bereits 1877 im Davenport Report, China, No. 2, 1877, S. 13 und von Hooker im Report on Progr. Roy. Gard. Kew. 1877 (1878), S. 20 f beschrieben. Weiter wurde die Art unter Phoebe nanmu Gamble im Pl. Wilson., II, S. 72, 1914 veröffentlicht. Weitere Synonyme sind Machilus pingii W.C. Cheng ex Y.C. Yang und Persea pingii (W.C. Cheng ex Y.C. Yang) Kosterm.

## Verwendung
Das orange-braune Holz ist insektenresistent und etwa so hart wie Teakholz. Es wurde seit alters her gerne als Bau- und Sargholz von der Oberschicht verwendet und auch für Möbel, Verkleidungen, Schnitzereien sowie im Bootsbau genutzt.